# Vikram Seth

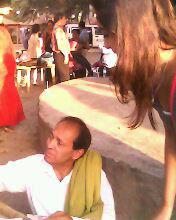
Vikram Seth (2012)

Vikram Seth (bengalisch বিক্রম সেঠ, Bikram Seṭh; * 20. Juni 1952 in Kolkata) ist ein indischer Schriftsteller.
Er wuchs in Kolkata auf und besuchte dort englischsprachige Schulen. Seine Mutter war die erste Richterin an Indiens Oberstem Gerichtshof. Später ging er auf ein College in Oxford und beschäftigte sich dort mit Philosophie, Politik und Wirtschaft. Auf der kalifornischen Stanford-Universität erhielt er einen Master-Abschluss in Wirtschaftswissenschaft. Danach ging er nach Nanjing (China) und studierte chinesische Literatur.
Eigene literarische Inspiration sammelte er in seiner Heimat, indem er durch den indischen Subkontinent reiste und die Lebensweise seiner Landsleute, vornehmlich der niederen Schichten der Bevölkerung, studierte. Hieraus entstand sein 1993 erschienener, monumentaler Roman A suitable boy (dt. Eine gute Partie, 1995). Das fast 2000-seitige Epos ist eine im postkolonialen Indien angesiedelte Liebesgeschichte zwischen Leidenschaft und Tradition. Seth entwarf seinen Roman im üppigen Stil der russischen Schriftsteller des 19. Jahrhunderts und konnte deshalb innergesellschaftliche Konflikte Indiens breit und plastisch darstellen.
2007 wurde er mit dem Padma Shri geehrt.
Im September 2006 startete Vikram Seth in Indien eine Initiative führender indischer Schriftsteller, Künstler, Akademiker und Rechtsanwälte für die Abschaffung des indischen Strafrechtsparagrafen 377, der homosexuelle Handlungen mit bis zu zehn Jahren Haft bestraft.

## Werke
Romane
- 1986 – The Golden Gate
- 1993 – A Suitable Boy
  - deutsch, übersetzt von Anette Grube: Eine gute Partie. Fischer Taschenbuch, Frankfurt am Main 2006, ISBN 978-3596165131
- 1999 – An Equal Music (Verwandte Stimmen)

Gedichte
- 1980 – Mappings
- 1985 – The Humble Administrator's Garden
- 1990 – All You Who Sleep Tonight
- 1991 – Beastly Tales
- 1992 – Three Chinese Poets

Kinderbücher
- 1991 – Beastly Tales

Libretto
- 1994 – Arion and the Dolphin für die English National Opera

Sachliteratur
- 1983 – From Heaven Lake.
  - deutsch, übersetzt von Anette Grube: Tianchi: Unterwegs in China und Tibet. Fischer Taschenbuch, Frankfurt am Main 2009, ISBN 978-3-596-16473-8.
- 2005 – Two Lives.
  - deutsch, übersetzt von Anette Grube: Zwei Leben. Porträt einer Liebe. Fischer Taschenbuch, Frankfurt am Main 2007, ISBN 978-3-596-16478-3.